# Liceo ginnasio statale Giuseppe Garibaldi
Il Liceo Ginnasio Statale "Giuseppe Garibaldi" è un istituto scolastico statale italiano con sede nella città di Napoli.

## Storia
Nel 1902 la crescente popolazione scolastica del liceo ginnasio Vittorio Emanuele II dovette essere divisa e per questo alcune classi furono trasferite presso un edificio adibito a ritiro monastico, facente parte del secondo gruppo delle Opere pie, sito nella zona della "Maddalena", area conosciuta anche come "Duchesca", nei pressi di piazza Garibaldi.
La scissione fu disposta dalle autorità superiori con un telegramma inviato al professor Leonardi Ricciardi, allora rettore del convitto nazionale "Vittorio Emanuele":
Nello stesso anno fu incaricato come preside il professor Giuseppe Finzi, che resse il liceo fino al 1906/1907 quando, per motivi di famiglia, fu costretto a trasferirsi a Genova, lasciando il posto al professor Carlo Canilli.
Per volontà di Giuseppe Finzi, nello stesso anno si deliberò di dare all'istituto il nome di "Giuseppe Garibaldi", proposta approvata successivamente dal Ministero dell'Istruzione. Il 3 giugno del 1903 fu organizzata una piccola cerimonia, nella quale venne inaugurato un busto in marmo di Garibaldi, fatto eseguire a spese di alunni e insegnanti, che fu collocato su una colonna di marmo.

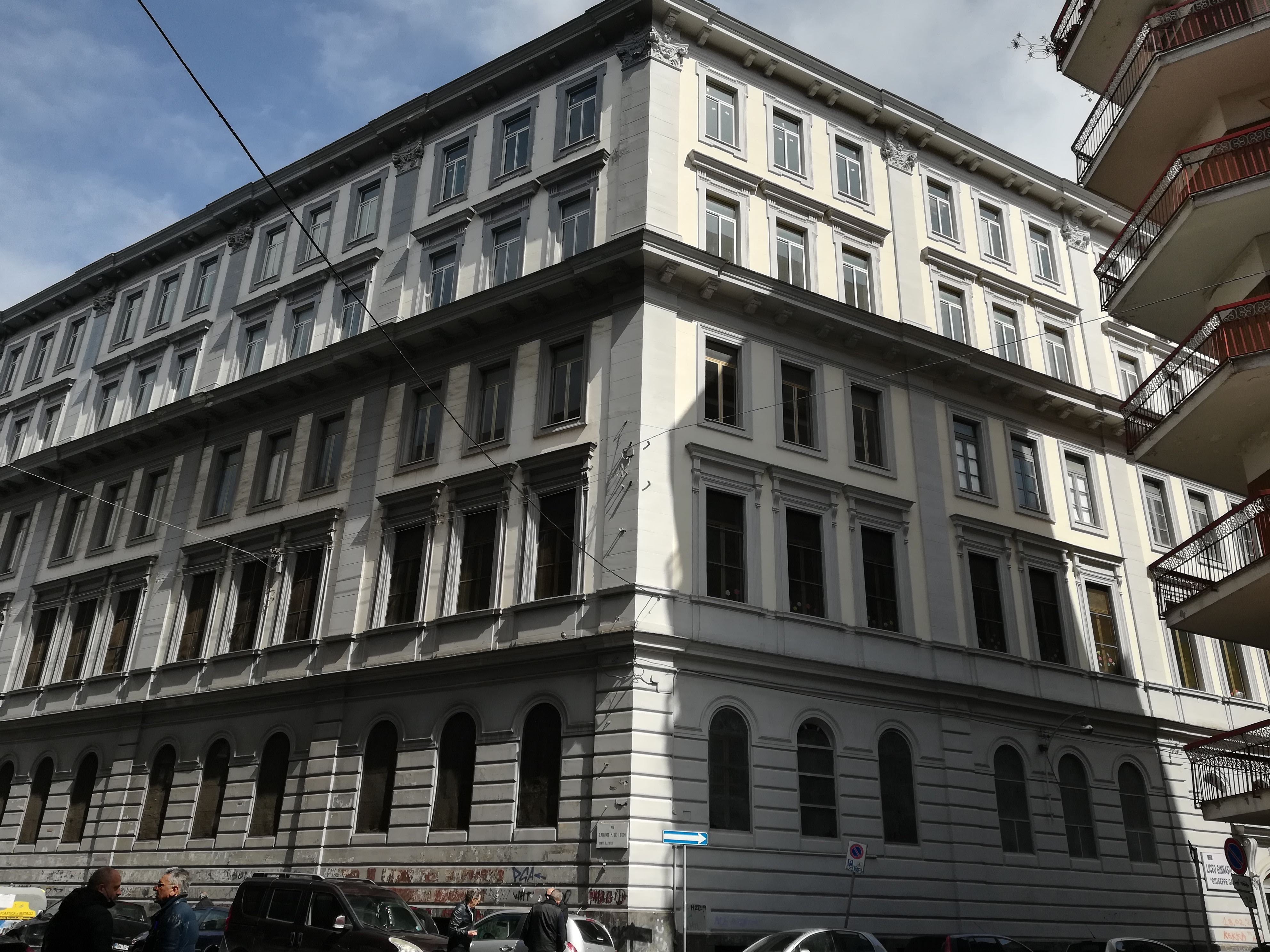
Edificio del Liceo visto dall'incrocio tra via C. Pecchia e Via S. Alfonso de' Liguori

Il liceo Garibaldi divenne autonomo il primo luglio del 1905 per effetto di un progetto di legge presentato un anno prima al Parlamento dal Ministro del tempo.  La comunicazione fu data al preside Finzi da una lettera a firma del provveditore agli studi di allora Vincenzo Belsani:
Nell'anno scolastico 1972/1973, a Pomigliano d'Arco, nacque una sede distaccata del Liceo "Garibaldi", l'attuale Liceo Classico Scientifico Statale "Vittorio Imbriani", che aveva due quarte ginnasiali. Il Liceo "Imbriani" raggiunse l'autonomia soltanto nell'anno scolastico 1980/1981.
Dal 1935 il liceo si spostò nella zona di piazza Carlo III, dove occupa l'attuale sede in Via Pecchia, negli ultimi due piani di un edificio del 1926, che condivide con la Scuola Primaria e dell'Infanzia 24° "Dante Alighieri". 
Dal 1º settembre 2018, per effetto della delibera n°839 del 28/12/2017 della Giunta regionale della Campania, il liceo Garibaldi è stato accorpato al liceo Vittorio Emanuele II.

## Icertaminae i premi
L’Associazione “Ex alunni del Liceo Garibaldi di Napoli”, organizza ogni anno tre premi, ai quali possono partecipare tutti gli ex alunni e gli alunni attuali del Liceo "Garibaldi" di Napoli, nonché gli studenti di ogni altro liceo classico di Napoli e provincia: il Certamen Garibaldinum, il Premio letterario "Vincenzo Rispo", il Premio di Arti Figurative "Corinne Di Lorenzo" e il Premio "Modesto Sasso". Il Liceo organizza, inoltre, il Certamen Vergilianum Neapolitanum.

## Ex alunni illustri
- Giovanni Leone (Ex Presidente della Repubblica Italiana);
- Domenico Starnone (Scrittore, vincitore del Premio Strega);
- Enzo Striano (Scrittore);
- Antonio Bassolino (Ex Presidente della Regione Campania ed ex Sindaco di Napoli);
- Riccardo Di Palma (Ex Presidente della Provincia di Napoli e fondatore dei Verdi per Napoli);
- Giorgio Punzo (Filosofo e naturalista);
- Luigi Gerardo Napolitano (Ex consulente della NASA e fondatore del CIRA);
- Lina Sastri (Attrice e cantante);
- Valentina Stella (Cantante);
- Miriam Candurro (Attrice);
- Davide Tizzano (Canottiere, vincitore dell'oro olimpico a Seul 1988)
- Corrado Annicelli (Attore teatrale, cinematografico e televisivo. Napoli 1905 - Roma 1984)

## Curiosità
Nel primo volume della saga "L'amica geniale" della scrittrice Elena Ferrante, una delle protagoniste, Lenù, si iscrive al Liceo Classico "Garibaldi" di Napoli.